# Ciclismo ai Giochi della XXXI Olimpiade - Corsa in linea femminile
La Corsa in linea femminile dei Giochi della XXXI Olimpiade si è svolta il 7 agosto a Rio de Janeiro, in Brasile, per un percorso totale di 141 km, con partenza e arrivo presso il Forte di Copacabana. L'oro è stato conquistato dall'olandese Anna van der Breggen, mentre l'argento e il bronzo sono andati rispettivamente alla svedese Emma Johansson e all'italiana Elisa Longo Borghini.

## Ordine d'arrivo
Nota: DNF ritirato, DNS non partito, FT fuori tempo, DSQ squalificato
| Pos. | Corridore              | Squadra       | Tempo    |
| ---- | ---------------------- | ------------- | -------- |
| 1    | Anna van der Breggen   | Paesi Bassi   | 3h51'27" |
| 2    | Emma Johansson         | Svezia        | s.t.     |
| 3    | Elisa Longo Borghini   | Italia        | s.t.     |
| 4    | Mara Abbott            | Stati Uniti   | a 4"     |
| 5    | Lizzie Armitstead      | Gran Bretagna | a 20"    |
| 6    | Katarzyna Niewiadoma   | Polonia       | s.t.     |
| 7    | Flavia Oliveira        | Brasile       | s.t.     |
| 8    | Jolanda Neff           | Svizzera      | s.t.     |
| 9    | Marianne Vos           | Paesi Bassi   | a 1'14"  |
| 10   | Ashleigh Moolman-Pasio | Sudafrica     | s.t.     |
| 11   | Megan Guarnier         | Stati Uniti   | s.t.     |
| 12   | Evelyn Stevens         | Stati Uniti   | s.t.     |
| 13   | Alena Amialiusik       | Bielorussia   | a 2'16"  |
| 14   | Tatiana Guderzo        | Italia        | a 2'19"  |
| 15   | Amanda Spratt          | Australia     | a 4'09"  |
| 16   | Olga Zabelinskaya      | Russia        | a 4'25"  |
| 17   | Eri Yonamine           | Giappone      | a 4'56"  |
| 18   | Christine Majerus      | Lussemburgo   | a 5'07"  |
| 19   | Lisa Brennauer         | Germania      | s.t.     |
| 20   | Elena Cecchini         | Italia        | s.t.     |
| 21   | Ellen van Dijk         | Paesi Bassi   | s.t.     |
| 22   | Rachel Neylan          | Australia     | s.t.     |
| 23   | Linda Villumsen        | Nuova Zelanda | s.t.     |
| 24   | Małgorzata Jasińska    | Polonia       | s.t.     |
| 25   | Karol-Ann Canuel       | Canada        | s.t.     |
| 26   | Pauline Ferrand-Prévot | Francia       | s.t.     |
| 27   | Emilia Fahlin          | Svezia        | a 6'37"  |
| 28   | Arlenis Sierra         | Cuba          | s.t.     |
| 29   | Anisha Vekemans        | Belgio        | s.t.     |
| 30   | Na Ah-reum             | Corea del Sud | s.t.     |
| 31   | Claudia Lichtenberg    | Germania      | s.t.     |
| 32   | Polona Batagelj        | Slovenia      | s.t.     |
| 33   | Vita Heine             | Norvegia      | a 7'07"  |
| 34   | Daiva Tušlaitė         | Lituania      | s.t.     |
| 35   | Olena Pavlukhina       | Azerbaigian   | a 7'38"  |
| 36   | Hanna Solovey          | Ucraina       | a 9'35"  |
| 37   | Audrey Cordon          | Francia       | a 9'37"  |
| 38   | Leah Kirchmann         | Canada        | a 10'02" |
| 39   | An-Li Pretorius        | Sudafrica     | s.t.     |
| 40   | Ana Sanabria           | Colombia      | s.t.     |
| 41   | Anna Plichta           | Polonia       | s.t.     |
| 42   | Giorgia Bronzini       | Italia        | a 10'06" |
| 43   | Trixi Worrack          | Germania      | s.t.     |
| 44   | Romy Kasper            | Germania      | a 10'40" |
| 45   | Lotte Kopecky          | Belgio        | s.t.     |
| 46   | Martina Ritter         | Austria       | s.t.     |
| 47   | Ane Santesteban        | Spagna        | a 11'32" |
| 48   | Shani Bloch            | Israele       | s.t.     |
| 49   | Gracie Elvin           | Australia     | a 11'34" |
| 50   | Jennifer Cesar         | Venezuela     | a 11'51" |
| FT   | Clemilda Fernandes     | Brasile       | -        |
| FT   | Antri Christoforou     | Cipro         | -        |
| DNF  | Annemiek van Vleuten   | Paesi Bassi   | -        |
| DNF  | Kristin Armstrong      | Stati Uniti   | -        |
| DNF  | Katrin Garfoot         | Australia     | -        |
| DNF  | Tara Whitten           | Canada        | -        |
| DNF  | Nikki Harris           | Gran Bretagna | -        |
| DNF  | Emma Pooley            | Gran Bretagna | -        |
| DNF  | Sara Mustonen          | Svezia        | -        |
| DNF  | Ann-Sophie Duyck       | Belgio        | -        |
| DNF  | Chantal Hoffmann       | Lussemburgo   | -        |
| DNF  | Lotta Lepistö          | Finlandia     | -        |
| DNF  | Carolina Rodríguez     | Messico       | -        |
| DNF  | Paola Muñoz            | Cile          | -        |
| DNF  | Jutatip Maneephan      | Thailandia    | -        |
| DNF  | Vera Adrian            | Namibia       | -        |
| DNF  | Milagro Mena           | Costa Rica    | -        |
| DNF  | Huang Ting-ying        | Taipei        | -        |